# شروز
شروز (بالإنجليزية: Chrüz)‏ هو أحد جبال سلسلة سلسلة راتيكون ويقع في كانتون غراوبوندن في سويسرا. يحتل المرتبة رقم 359 في قائمة جبال سويسرا من حيث الارتفاع، إذ يبلغ ارتفاعه حوالي 2196 متر، بينما يبلغ ارتفاع نتوء الجبل 589 متر.